# Trematodon ludovicae
Trematodon ludovicae là một loài rêu trong họ Bruchiaceae. Loài này được Broth. & Paris mô tả khoa học đầu tiên năm 1911.